# Lenguas totozoqueanas
Las lenguas totozoqueanas constituyen una propuesta reciente de familia lingüística que aunaría las subfamilias totonaco-tepehua y mixe-zoque bien establecidas desde hace tiempo, y entre las cuales se ha sospechado desde hace tiempo que podría existir un parentesco demostrable.
Posteriormente, a la propuesta del totozoqueano como familia, se publicó que existían ciertas evidencias relacionándolo con el chitimacha una lengua extinta del sur de Estados Unidos, que tradicionalmente había sido considerada una lengua aislada. Además se ha conjeturado que el totozoqueano pudiera estar emparentado con las lenguas huaves.

## Descripción lingüística
Las lenguas totonaco-tepehuas y las lenguas mixe-zoque tienen un cierto número de similitudes léxicas, reconocidas desde hace tiempo, aunque algunos autores consideraban que se habrían debido posiblemente a préstamos léxicos. Sin embargo, recientemente sobre la base de una lista de casi 200 cognados putativos han podido establecerse correspondencias fonéticas regulares y sistemáticas, lo cual es indicativo de un parentesco genuino. Las estimaciones numéricas procedentes del proyecto comparación sistemática ASJP, muestran que la similitud léxica entre totonaco y mixezoque es similar a la existente entre lenguas indoueropeas pertenecientes a diferentes ramas, por lo que la antigüedad de la familia podría ser similar a la de las lenguas indoeuropeas, unos 70 siglos.

### Fonología
Para el proto-totozoqueano se ha reconstruido provisionalmente el sistema de consonantes simples y las vocales. Las consonantes se asemejan al sistema reconstruido para el proto-totonaco mientras que el sistema vocálico no difiere grandemente del proto-mixezoque, con el que la principal diferencia son las vocales glotalizadas del totonaco. Además se ha propuesto un a serie paralela de vocales laringalizadas que no parecen haber dejado trazas en proto-mixezoqueano. El inventario de vocales reconstruido para el proto-totozoqueano (pTZ) incluye siete timbres diferentes, los cuales pueden aparecer com vocales largas, laringalizadas y largas laringalizadas:
|          | Anteriores | Anteriores | Centrales | Centrales | Posteriores | Posteriores |
| laring.  | normal     | laring.    | normal    | laring.   | normal      |             |
| -------- | ---------- | ---------- | --------- | --------- | ----------- | ----------- |
| Cerradas | *i' ( ḭ )  | *i         | *i' ( ḭ ) | *i        | *u' ( ṵ )   | *u          |
| Medias   | *e'        | *e         | *ə'       | *ə        | *o'         | *o          |
| Abiertas |            |            | *a' ( a̰ ) | *a        | *ɔ'         | *ɔ          |
Estas vocales se reducen a un sistema de tres timbres en proto-totonaco (conservándose la cantidad vocálica y la glotalización), mientras que para el proto-mixezoqueano (pMZ) la evolución sería diferente y se perdería la glotalización y se neutralizarían las oposiciones **ɨ~**ə y **ɔ~**o. 
| pTZ | pT | pMZ |
| --- | -- | --- |
| **i | *i | *i  |
| **ɨ | *i | *ə  |
| **u | *u | *u  |
| **e | *i | *e  |
| **ə | *a | *ə  |
| **a | *a | *a  |
| **ɔ | *a | *o  |
El inventario consonántico del proto-totozoqueano no es idéntico ni al proto-totonaco ni al proto-zoqueano, aunque el primero parece algo más conservador:
|             |             | Labial | Alveolar | Alveolar | Palatal | Velar | Uvular | Glotal |
| central     | lateral     | Labial |          |          | Palatal | Velar | Uvular | Glotal |
| ----------- | ----------- | ------ | -------- | -------- | ------- | ----- | ------ | ------ |
| Oclusivas   | simple      | *p     | *t       |          |         | *k    | *q     | *ʔ     |
| Oclusivas   | palat.      |        | *ty      |          |         | *ky   |        |        |
| Africadas   | Africadas   |        | *¢       | *ƛ       | *č      |       |        |        |
| Fricativas  | Fricativas  |        | *s       | *ɬ       | *š      | *x    |        | *h     |
| Aproximante | Aproximante | *w     |          | *l       | *y      |       |        |        |
| Nasales     | simple      | *m     | *n       |          |         |       |        |        |
| Nasales     | palat.      |        | *ny      |          |         |       |        |        |
Los signos /¢, ƛ, č, š, y, y/ procenden del alfabeto fonético americanista y son los equivalentes del AFI /ʦ, t͡ɬ, ʧ, ʃ, j, ʲ/. Las correspondencias encontradas son:
| pTZ  | pT | pMZ |
| ---- | -- | --- |
| **p  | *p | *p  |
| **t  | *t | *t  |
| **ty | *č | *t  |
| **ky | *k | *k  |
| **k  | *q | *k  |
| **q  | *q | *ʔ  |
| **ʔ  | *∅ | *ʔ  |

| pTZ  | pT | pMZ |
| ---- | -- | --- |
| **m  | *m | *m  |
| **n  | *n | *n  |
| **ny | *l | *n  |
| **¢  | *¢ | *¢  |
| **s  | *s | *s  |
| **č  | *č | *¢  |
| **š  | *š | *s  |

| pTZ | pT      | pMZ |
| --- | ------- | --- |
| **x | *x      | *h  |
| **h | *∅, #*h | *h  |
| **w | *w      | *w  |
| **y | *t      | *y  |
| **l | *l      | *y  |
| **ƛ | *ƛ      | *y  |
| **ɬ | *ɬ      | *y  |
Dos de los fonemas del proto-totozoqueanos son más dudosos, ya que aparecen sólo en un puñado de cogandos se trata de los fonemas /**ty, **ny/ aunque la velar palatalizada /**ky/ está sólidamente testimoniada (aunque su valor fonético podría diferir ligeramente del reconstruido). El proto-mixezoqueano se caracteriza por una pérdida de las consonantes laterales y de las guturales (dorsales posteriores), y además una neutralización de la distinción entre alveolares y palato-alveolares. El proto-totonaco por otra parte presenta algunas elisiones como las que afectan a /**ʔ, **y/

### Comparación léxica
La siguiente lista reproduce algunos de los cognados propuestos entre el proto-mixezoque y el proto-totonaco:
| GLOSA           | PROTO- TOTONACO      | PROTO- MIXEZOQUE    | PROTO- TOTOZOQUE   |
| --------------- | -------------------- | ------------------- | ------------------ |
| 'este'          | *(i)š-la'            | *yəʔ                | **ləʔ              |
| 'agitar'        | *lik(š)-             | *yəʔk               | **lɨʔky            |
| 'chupar'        | *squ'li'             | *koʔy               | **sko'ʔl           |
| 'brasas'        | *hal(á'n) 'brasas'   | *huʔy(i) 'carbón'   | **Haʔl~ **Huʔl     |
| 'grande'        | *ƛank- 'grande, más' | *ye:ʔk 'crecer'     | **ƛahʔnk~ **ƛehʔnk |
| 'tallo, planta' | *ma'ƛ 'bambú'        | *məhy 'pasto alto'  | **məƛ              |
|                 | *ƛax 'ganar'         | *yoh 'deber, pagar' | **ƛɔx              |
| 'tierra' (?)    | *pu:ƛ 'barro'        | *poʔyo 'arena'      | **po:ʔƛ            |
| 'madurar'       | *ča:                 | *¢a:mʔ              | **ča:m             |
La comparación léxica de los numerales del proto-totonaco-tepehua y el proto-mixezoqueano muestra algunas similitudes adiconales:
| GLOSA | proto- mixe- zoque | proto- totonaco- tepehua |
| ----- | ------------------ | ------------------------ |
| 1     | *tu(m)-            | *-tum                    |
| 2     | *wis-              | *-tʔu-                   |
| 3     | *tuku-             | *-tʔútu(n)               |
| 4     | *mak.tas-          | *-táati                  |
| 5     | *moʔos-            | *-ki¢is                  |
| 6     | *tuhtu-            | *-čaašan                 |
| 7     | *wis.tuhtu-        | *-tuhún                  |
| 8     | *tuku.tuhtu-       | *-¢ayán                  |
| 9     | *mak.tas.tuhtu-    | *-naháa¢a                |
| 10    | *mahk-             | *-káawi                  |